# Hasan 'Ali Khan Garusi

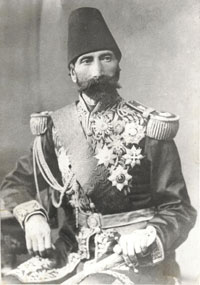

Hasan 'Ali Khan Garusi (* 1822 in Bidschar; † 1899) war ein persischer Diplomat.

## Leben
Hasan 'Ali Khan Garusi war der Sohn von Reza Qoli Khan, einem Chef der Kurden in Garrus. 1851 wurde Hasan 'Ali Khan Garusi Gouverneur und Militärkommandant von Garrus. Er erhielt von Naser ad-Din Schah den Titel Amir Nizam (Oberbefehlshaber). Von 1858 bis 1865 war er nach Paris entsandt. 1871 wurde er in das dar ash-showra-ye kobra gewählt. Von 1871 bis 1872 war er Botschafter an der hohen Pforte.